# Sideritis fruticulosa
Sideritis fruticulosa là một loài thực vật có hoa trong họ Hoa môi. Loài này được Pourr. miêu tả khoa học đầu tiên năm 1788.